# Eudorylas kowarzi
Eudorylas kowarzi är en tvåvingeart som först beskrevs av Becker 1898.  Eudorylas kowarzi ingår i släktet Eudorylas och familjen ögonflugor. Arten har ej påträffats i Sverige. Inga underarter finns listade i Catalogue of Life.